# Hóquei em campo
O hóquei em campo (sendo conhecido no Brasil como hóquei sobre a grama) é um desporto praticado por duas equipas de 11 jogadores. Uma partida divide-se em quatro partes de 15 minutos, com 15 minutos de intervalo ao meio-tempo, dois minutos depois de 1º e 3º tempos, e disputa-se numa quadra com uma baliza em cada topo. O objetivo do jogo é tentar marcar o maior número de golos possíveis, conduzindo a bola por intermédio de um stick.

## História

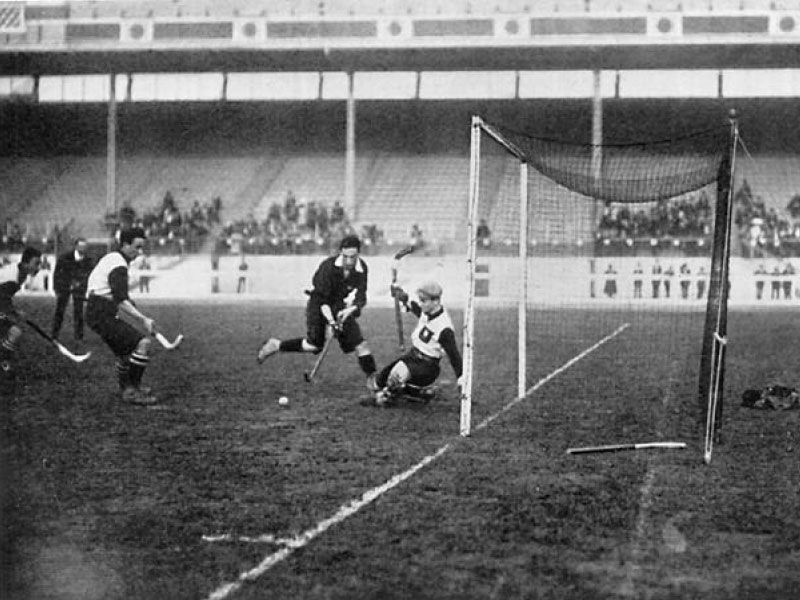
Jogo de hóquei nos Jogos Olímpicos de 1908.

O jogo foi "criado" pelos ingleses em finais do século XIX (embora a tradição remonte a sua origem à Pérsia de há alguns milênios). Por isto o esporte logo se popularizou nas colônias britânicas, em meados do século XX, mesmo sendo proibido por interferir no treinamento dos arqueiros, responsáveis pela defesa nacional.
De fato, os selecionados masculinos de Índia e Paquistão foram, até o início dos anos de 1980 (século XX), as grandes potências do hóquei. Atualmente, este desporto é mais popular nos cinco continentes e se considerarmos que ele é também esporte feminino, encontram-se algumas nações que se sobressaem: Alemanha, Austrália, Argentina, China e Países Baixos.

### Hóquei em Portugal
O Ramaldense é atualmente, ao nível de todo o desporto federado em Portugal, a equipe com mais títulos nacionais. Várias outras equipas portuguesas têm também obtido bons resultados nas competições europeias, destacando-se a vitória do C. F. União de Lamas - Hóquei no Eurohockey Club Challenge I e assim promovidos para a divisão da Eurohockey Club Trophy. A A.D. Lousada na Taça dos Vencedores das Taças Europeias (div C), e Campeonato Europeu de Clubes (div.C em 2010). Na corrente época o vencedor do campeonato nacional seniores masculinos (indoor) foi a A. D. Lousada. e em campo foi o Casa Pia, sendo que o vencedor da taça de Portugal foi o C. F. União de Lamas - Hóquei.

## Regras

Campo oficial de hóquei em campo.

Uma partida de hóquei em campo consiste em 4 tempos de 15 minutos cada, durante os quais dois times com onze jogadores tentam marcar o maior número de gols possível. Os gols são marcados quando a bola, que só pode ser tocada com o lado plano do stick, atravessa totalmente a linha do gol adversário depois de ser tocada pelo taco de um atacante dentro da área de chute (um semicírculo marcado a 15 metros do gol).

### O stick
O taco é geralmente muito longo, geralmente feito de madeira ou fibra de carbono. Os sticks podem pesar até 7,374 quilogramas-força, variando de comprimento, tipo de construção e curvatura de acordo com a preferência do jogador.

### A bola
A bola feita de plástico e cortiça com 7 cm de diamêtro e pesa 170 gramas.

### O campo
O campo tem 91,40 metros de comprimento e 55 metros de largura, dividido por uma linha central e com uma outra a 23 metros de cada linha de fundo. O gol tem 2,14 metros de altura e 3,66 metros de largura.

### Regras
Uma característica única do hóquei em campo é a regra de obstrução. Na maioria dos outros desportos proteger a bola com o corpo não só é permitido como faz parte da estratégia do jogador. No hóquei em campo, no entanto, proteger a bola com o corpo só é permitido quando a bola está em movimento. Desta forma todos os jogadores têm a mesma chance de ter o controle da bola, quando há um drible ou um passe.
Outras infrações incluem tocar a bola com alguma parte do corpo (somente ao goleiro é permitido tocar a bola com as mãos ou as pernas), usar o stick de maneira perigosa e lançar a bola perigosamente na direção de algum jogador.

### Penalidades
Normalmente, quando é marcada uma infração, o time que a sofreu tem direito a um tiro livre do lugar onde esta foi marcada. No entanto, se a falta acontecer dentro da área de chute, ou se tratar de uma falta intencional da defesa, atrás de sua linha de 23 metros, é marcado um córner curto (penalty-corner ou canto-curto em Portugal).
O córner curto é um tiro livre do ataque, batido da linha de fundo a uma distância de 10 metros do poste do gol, devendo todo atacante estar fora da área de chute. Somente cinco defensores podem ficar atrás da linha de fundo, enquanto os outros devem ficar atrás da linha do meio de campo. A vantagem é toda do ataque, que precisa apenas que a bola saia da área de remate antes de lançá-la ao gol e para tal realiza uma série de jogadas previamente ensaiadas para iludir os defensores.
Qualquer falta intencional marcada dentro da área de chute resulta em penalti em favor do ataque. O penalti é cobrado a uma distância de 6,4 metros do gol e o jogador só poderá dar um passo para empurrar a bola (não é permitido batê-la no penalti) em direcção ao gol, depois de autorizado pelo árbitro.
Com relação às faltas, os árbitros podem punir os jogadores com três tipos de cartões, que são aplicados de acordo com a gravidade da infracção cometida. O cartão verde serve para advertir um jogador quanto à sua conduta anti-desportiva. O próximo nível é o cartão amarelo, que leva a uma suspensão temporária do jogador, cabendo ao árbitro determinar a duração desta. Os jogadores suspensos devem sair do campo e não podem ser substituídos. E em casos extremos o árbitro usa o cartão vermelho, que exclui o jogador pelo resto do jogo.

## Transmissão
Recentemente o streaming Disney Plus no Brasil, após incorporar a ESPN no seu serviço de streaming, passou a exibir algumas competições de Hóquei Sobre a Grama tanto masculino quanto feminino. As principais competições exibidas são: Copa do Mundo de Hóquei Masculino e Feminino e o Hockey Champions Trophy, Além de algumas partidas do Campeonato Argentino de Hóquei. Todas as narrações são  feitas em Espanhol. No futuro é possível que tenhamos transmissão com narração em Português na plataforma.

## Competições

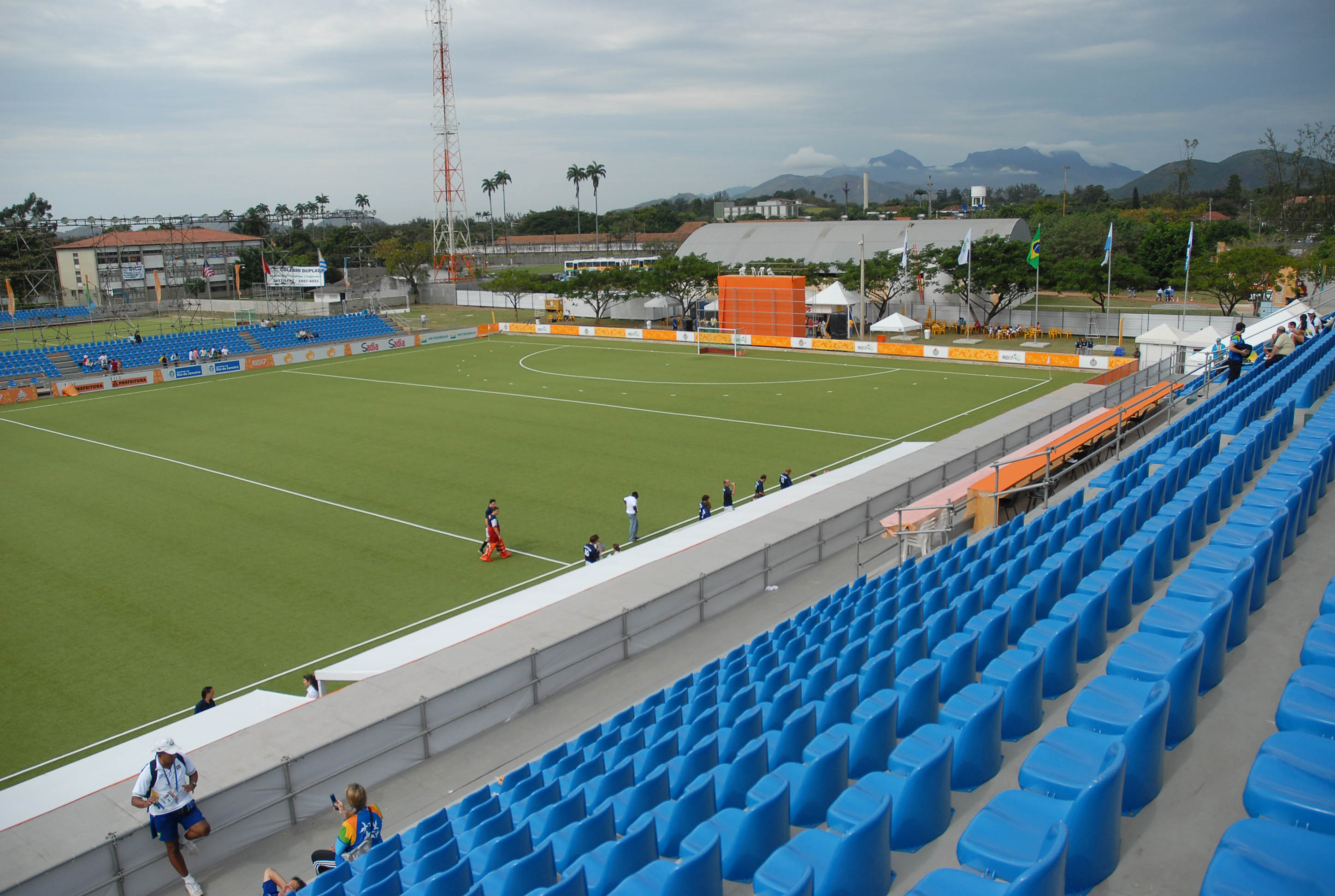
Campo de hóquei no Rio de Janeiro.

### Jogos Olímpicos

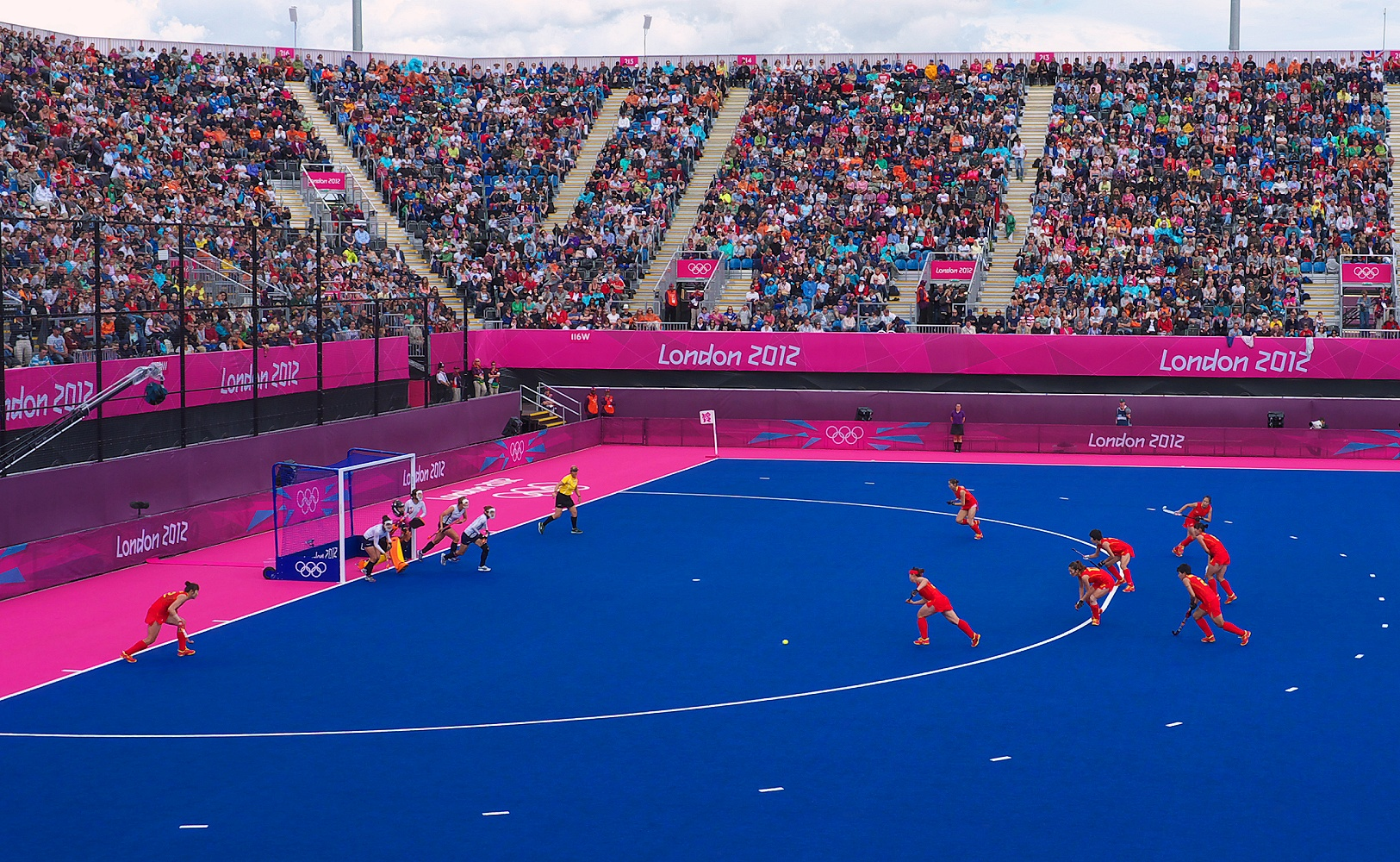
Hóquei nos Jogos Olímpicos de 2012.

O hóquei em campo estreou no programa olímpico nos Jogos de 1908 em Londres. A primeira equipe campeã foi a equipe da Inglaterra, que jogou a final contra a Irlanda (que na época também fazia parte do Reino Unido). Este esporte ficou de fora nas edições de 1912 em Estocolmo e Paris 1924. O desporto regressou de vez ao programa olímpico nos Jogos de 1928 em Amsterdã. Nos quarenta anos seguintes, o torneio olímpico de hóquei em campo foi ganho pela Índia e pelo Paquistão, incluindo seis medalhas de ouro para a equipe indiana. SD-Detonador318
O evento feminino estreou nos Jogos de Moscou em 1980, com a vitória do Zimbábue. Os Países Baixos são a nação com mais medalhas no torneio olímpico do hóquei desta modalidade.

### Copa do Mundo de Hóquei
Outro torneio importante é a Copa do Mundo de Hóquei, em edição masculina e feminina, é realizada a cada quatro anos. O Paquistão é o recordista de títulos na modalidade masculina. Entre as mulheres, os Países Baixos detém o maior número de conquistas.

### Outras competições
O Troféu dos Campeões do Hóquei (Hockey Champions Trophy) é realizado bienalmente (tendo sido anual até 2012), cujas participações e critérios de inserção variam com o passar das edições. Este torneio será finalizado em 2018. Em seu lugar, a partir de 2019, será disputada a Liga Profissional de Hóquei (Hockey Pro League).
A Liga Mundial de Hóquei (Hockey World League) possuía fases distintas, de âmbito continental, cujas melhores seleções se enfrentavam em uma fase final, sendo que este torneio servia como um dos qualificatórios à Copa do Mundo e aos Jogos Olímpicos (o mesmo será substituído pelo Hockey Series, cuja primeira temporada em disputa será a 2018-19). A Copa Sultão Azlan Shah (Sultan Azlan Shah Cup) é um torneio tradicional, disputado apenas na modalidade masculina, atualmente sendo realizado anualmente na Malásia.
Este desporto também está inserido nos Jogos da Comunidade Britânica, nos Jogos Asiáticos, nos Jogos Pan-Americanos e nos Jogos Sul-Americanos.